# いづみかつき
いづみ かつきは、日本の男性漫画家。本名は出海 克樹（読み同じ）、愛媛県双海町（現：伊予市）出身。

## 略歴
愛媛県立伊予農業高校在学中は特に進路の希望がなく、夢中で漫画を読んでいたことから「漫画家になりたい」と進路相談で発言したところ、先生の紹介で同郷出身の河島正に出会ったことで漫画家を志すようになる。高校卒業後は地元愛媛県松山市の学校法人河原学園河原アート・デザイン専門学校に進学し、ひたすら漫画を書き続ける日々を送り在学中にプロデビューしている。
専門学校卒業後に上京し、アシスタントを経て『月刊少年チャンピオン』2011年5月号より『オイ!! オバさん』（秋田書店）にて連載デビューを果たす。

## 人物
- 昼ドラ好きであり[5]、『オイ!! オバさん』では登場人物や必殺技の名前を昼ドラの題名や登場人物から取っている。
- 担当編集者によれば、デビュー当時は『今日から俺は!!』の大ファンであったため、絵柄や作風において西森博之の作品の影響を大きく受けている。[6]

## 作品リスト
- 『オイ!! オバさん』秋田書店〈少年チャンピオン・コミックス〉全12巻（『月刊少年チャンピオン』2011年5月号 ‐ 2015年5月号）
- 『部活、好きじゃなきゃダメですか?』スクウェア・エニックス〈ガンガンコミックスONLINE〉全2巻（『ガンガンONLINE』2016年5月2日 - 2017年3月6日）
- 『鬼のようなラブコメ』秋田書店〈少年チャンピオンコミックス〉全5巻（『週刊少年チャンピオン』2018年36号[7] ‐ 2019年27号[8]）
- 『イセグレ』秋田書店〈少年チャンピオンコミックス〉既刊3巻（『別冊少年チャンピオン』2024年2月号[9] ‐ 連載中）